# 螺纹卷管螺
螺纹卷管螺（学名：Annulaturris annulata），是新腹足目卷管螺科Annulaturris属的一种。主要分布于台湾，常栖息在深海。